# 사또샘
사또샘은 대한민국 전라남도 강진군 병영면에 있다. 2004년 11월 1일 강진군의 향토문화유산 제25호로 지정되었다.

## 개요
전라병영성 설성(1417년)후 성내 9개우물이 있었으나 수질이 나빠 찾게 된 샘이 ‘사또샘'이라는 설이 있다. 물맛이 좋아 사또샘이라 명명하고 열쇠를 채워놓고 사또 전용으로 사용했다 하여 '쇄첨물'이라 불렀다. 사또샘 바로 우측에는 “탕건바우”라고 불리는 바위가 있는데 이곳에다 사또샘의 정한수를 떠놓고 빌면 아들을 낳는다는 설이 전해져 내려오고 있다.